# Пухотелые ручейники
Пухотелые ручейники (лат. Hydroptilidae) — крупнейшее семейство ручейников из надсемейства Hydroptiloidea подотряда Integripalpia.

## Описание
Мелкого размера ручейники, узкие покрытые волосками крылья имеют размах менее 5 мм (от 1,5 до 5 мм). Нижнечелюстные щупики самок и самцов состоят из 5 члеников (первые два членика короткие). Число шпор на передних, средних и задних ногах равно 0(1), 2(3) и 3(4) соответственно. Личинки живут на дне водоёмов разного типа, альгофаги.

## Распространение
Всесветно. В России 12 родов и около 40 видов.

## Систематика
Крупнейшее семейство ручейников. В семейство включают не менее 2600 видов в 76 родах и 6 подсемействах. Крупнейший род Hydroptila включает около 500 видов , разделённых на 6 подсемейств. Некоторые систематики выделяют его в подотряд Spicipalpia.
Подсемейство Hydroptilinae J. F. Stephens, 1836
- Acanthotrichia A. Wells, 1982
- Acritoptila A. Wells, 1982
- Agraylea J. Curtis, 1834
- Allotrichia R. McLachlan, 1880
- Austratrichia A. Wells, 1982
- Cyclopsiella J. Kjaerandsen, 1997
- Dhatrichia M. E. Mosely, 1948
- Hellyethira A. Neboiss, 1977
- Hydroptila J. W. Dalman, 1819
- Hydroptilina A. V. Martynov, 1934
- Jabitrichia A. Wells, 1990
- Microptila F. Ris, 1897
- Missitrichia A. Wells, 1991
- Mulgravia A. Wells, 1982
- Oxyethira Eaton, 1873
- Paroxyethira M. E. Mosely, 1924
- Paucicalcaria M. L. Mathis & D. E. Bowles, 1989
- Tangatrichia A. Wells & T. Andersen, 1995
- Tricholeiochiton G. S. Kloet & W. D. Hincks, 1944
- Ugandatrichia M. E. Mosely, 1939
- Vietrichia J. Olah, 1989
- Wlitrichia J. Kjaerandsen, 1997
- Xuthotrichia M. E. Mosely, 1934

Подсемейство Leucotrichiinae O. S. Flint, 1970
- Abtrichia M. E. Mosely, 1939
- Acostatrichia M. E. Mosely, 1939
- Alisotrichia O. S. Flint, 1964
- Anchitrichia O. S. Flint, 1970
- Ascotrichia O. S. Flint, 1983
- Betrichia M. E. Mosely, 1939
- Celaenotrichia M. E. Mosely, 1934
- Cerasmatrichia O. S. Flint, S. C. Harris & L. Botosaneanu, 1994
- Ceratotrichia O. S. Flint, 1992
- Costatrichia M. E. Mosely, 1937
- Eutonella F. Mueller, 1921
- Leucotrichia M. E. Mosely, 1934
- Mejicanotrichia S. C. Harris & R. W. Holzenthal, 1997
- Peltopsyche F. Mueller, 1879
- Scelobotrichia S. C. Harris & J. Bueno-Soria, 1993
- Zumatrichia M. E. Mosely, 1937

Подсемейство Neotrichiinae H. H. Ross, 1956
- Kumanskiella S. C. Harris & O. S. Flint, 1992
- Mayatrichia M. E. Mosely, 1937
- Neotrichia K. J. Morton, 1905
- Taraxitrichia O. S. Flint & S. C. Harris, 1991

Подсемейство Ochrotrichiinae J. E. Marshall, 1979
- Metrichia H. H. Ross, 1938
- Ochrotrichia M. E. Mosely, 1934
- Rhyacopsyche F. Mueller, 1879

Подсемейство Orthotrichiinae A. Nielsen, 1948
- Ithytrichia A. E. Eaton, 1873
- Nothotrichia O. S. Flint, 1967
- Orthotrichia A. E. Eaton, 1873

Подсемейство Stactobiinae L. Botosaneanu, 1956
- Bredinia O. S. Flint, 1968
- Byrsopteryx O. S. Flint, 1981
- Catoxyethira G. Ulmer, 1912
- Chrysotrichia F. Schmid, 1958
- Flintiella E. B. Angrisano, 1995
- Niuginitrichia A. Wells, 1990
- Orinocotrichia S. C. Harris, O. S. Flint & R. W. Holzenthal, 2002
- Parastactobia F. Schmid, 1958
- Plethus H. A. Hagen, 1887
- Scelotrichia G. Ulmer, 1951
- Stactobia R. McLachlan, 1880
- Stactobiella A. V. Martynov, 1924
- Tizatetrichia S. C. Harris, O. S. Flint & R. W. Holzenthal, 2002

Роды incertae sedis
- † Burminoptila L. Botosaneanu, 1981
- Caledonotrichia J. L. Sykora, 1967
- Dibusa H. H. Ross, 1939
- Dicaminus F. Mueller, 1879
- † Electrotrichia G. Ulmer, 1912
- Macrostactobia F. Schmid, 1958
- Maydenoptila A. Neboiss, 1977
- † Novajerseya L. Botosaneanu, R. O. Johnson & P. R. Dillon, 1998
- Orphninotrichia M. E. Mosely, 1934